# Железнодорожная станция Алнаши
Железнодорожная станция Алнаши — станция (тип населённого пункта) в Алнашском районе Удмуртской Республики Российской Федерации. В рамках организации местного самоуправления входит (с 2021 года) в муниципальный округ
Алнашский район. Действует железнодорожная станция Алнаши

## География
Находится при ж.-д. станции Алнаши (на линии Агрыз — Акбаш) в 9 км к юго-востоку от села Алнаши, в 90 км к юго-западу от Ижевска и в 45 км к северу от Набережных Челнов.
У южной окраины станции проходит автодорога Ромашкино (М7) — Асановский совхоз-техникум.
С востока ограничена лесным массивом, с запада к станции примыкает деревня Новотроицкий.

## История
В 2004 году Постановлением Государственного Совета Удмуртской Республики от 26.10.2004 г № 309-III станция и посёлок Железнодорожная станция Алнаши Техникумовского сельсовета преобразовывается в станцию.
До 2021 года входил в Техникумовское сельское поселение, упразднённое в связи с преобразованием муниципального района в муниципальный округ.

## Население
| 2008 | 2010 | 2012 |
| ---- | ---- | ---- |
| 491  | ↘418 | ↘417 |

## Инфраструктура
Путевое хозяйство Ижевского региона Горьковской железной дороги.
- Основная школа — 58 учеников в 2008 году[7]
- Детский сад

## Транспорт
Автомобильный и железнодорожный транспорт.